# Antistaura decorata
Antistaura decorata är en fjärilsart som beskrevs av Sergius G. Kiriakoff 1965. Antistaura decorata ingår i släktet Antistaura och familjen tandspinnare. Inga underarter finns listade i Catalogue of Life.